# Zăvoi
Zăvoi é uma comuna romena localizada no distrito de Caraș-Severin, na região histórica do Banato (parte da Transilvânia). A comuna possui uma área de  km² e sua população era de 3948 habitantes segundo o censo de 2007.